# Yōko Kanno
Yōko Kanno (菅野 よう子, Kanno Yōko) (Sendai, Miyagi, Japó, 19 de març de 1964) és una compositora, arranjadora i música sobretot coneguda pel seu treball en les bandes sonores per a molts videojocs, sèries d'anime, pel·lícules, sèries de televisió, pel·lícules d'imatge real, i anuncis. Ha estat alumna del Conservatori Nacional superior de música i dansa de París i de la Universitat de Waseda. És membre de Meow on the Bridge (agència musical) i Captain Duckling Records (segell musical).

## Biografia

### Primers anys
Yoko Kanno va néixer el 18 de març de 1963 a Sendai, Japó. Les seves primeres experiències amb la música van ser anant a l'església amb els seus pares. Va estudiar teclat des de molt jove, tant amb el piano de casa seva com amb l'orgue del jardí d'infants on anava. A l'escola primària va començar a participar en concursos de composició, però, a l'institut, Kanno va començar a interessar-se més per la literatura que per la música.

Després de l'escola secundària, Kanno va assistir a la Universitat de Waseda on es va especialitzar en literatura. En el seu temps lliure, va transcriure música per a diversos grups d'estudiants de la mateixa universitat. Va ser durant aquest temps que Kanno, els pares de la qual només li van permetre escoltar música clàssica, va ser introduïda al ritme per un amic seu que tocava la bateria en una banda escolar. Va parlar d'aquesta experiència en una entrevista amb Akihiro Tomita:

| «                                              | Vaig pensar que el meu amic era un geni. Abans havia escoltat la bateria a la ràdio, però era com si mai m'hi hagués adonat de veritat. Aleshores vaig veure la bateria en directe i vaig poder experimentar un ritme per primera vegada. Vaig començar a interessar-me molt per la música que no era clàssica i em vaig unir a la banda. | » |
| — Akihiro Tomita, Red Bull Music Academy Daily | |   |
Durant el seu temps amb la banda va començar a estudiar composició i l'estil de la música popular.
Mentre estava a Waseda, Koei, una companyia de videojocs japonesa, va demanar a Kanno que compongués la banda sonora de Nobunaga's Ambition. El joc va resultar ser un èxit i va significar el llançament de la carrera musical de Kanno.

### Vida professional
Durant la dècada dels vuitanta i principis dels noranta, Yoko Kanno va estar involucrada en nombroses ocasions amb la empresa de videojocs Koei posant música a molts dels seus títols. En la dècada dels noranta va començar a treballar en bandes sonores de pel·lícules i anuncis de televisió, però no va ser fins a l'any 2002 que la seva dedicació als mitjans audiovisuals es va veure accentuada. El seu primer gran treball com a compositora de tota una banda sonora d'anime va ser amb Macross Plus en 1994. A partir de llavors la seva carrera com a compositora, arranjadora i productora de música per a sèries d'animació va cobrar notorietat. El seu treball més important en aquest camp és la banda sonora original de l'anime Cowboy Bebop (1998) i la seva versió per a videojoc que va ser llançat per a la PlayStation el 15 de maig de 1998, on estan presents una gran varietat de gèneres musicals encapçalats pel jazz. Durant el període d'enregistrament es va formar el grup The Seatbelts pels músics i compositors amics de Kanno, els quals es van reunir després d'un període d'inactivitat per a l'enregistrament de la banda sonora del segon títol del videojoc Cowboy Bebop, el llançament d'aquest al Japó va ser el 25 d'agost de 2005.

Yoko Kanno parlant de la banda sonora de Stand Alone Complex va dir:

| «                 | Vaig tenir aquesta imatge d'un món formal i rígid "viril" del còmic original. Així que vaig tractar de pensar en maneres de destruir aquest món. El tema que tenia al cap era "ser humà". Va representar el sentiment de "per què no fer-ho més fàcil i ser més un ésser humà?" - en lloc de ser un home de treball i assalariat que treballa per a la seva empresa. O ser Tachikoma desitjant convertint-se en humà. Vaig voler expressar aquesta "borrositat tangible". Per a la cançó temàtica inaugural anomenada 'univers interior,' vaig tenir una imatge de bits digitals i vaig compondre una partitura composta per ritmes ràpids recurrents. | » |
| — Production I.G. | |   |

Després d'haver compost en diversos gèneres, incloent-hi el blues, el clàssic, el jazz, el techno i el J-pop, se li va preguntar si afavoria un gènere determinat:

| « | Ah ... sento que tothom parla de quants gèneres (en els què treballo) com el clàssic, jazz i altres, però personalment no divideixo la música per gèneres alhora de crear. No creo dient: 'He de crear aquí una peça clàssica' o 'He de crear aquí una peça de jazz'. Quan faig música, no tinc en compte quin gènere m'agrada més, sinó el que demana l'escena o l'anime, com un tema d'amor o un estat d'ànim. No hi ha un gènere que m'agradi més que els altres. Em sembla que tots ells són satisfactoris i tots m'inspiren de diferents maneres | » |

Des que treballa a la indústria de l'animació només rep instruccions i guions gràfics de directors que l'ajuden per compondre. No obstant això, és incert si totes les seves obres s'inclouran posteriorment en cada projecte acabat. Una vegada va dir que aquesta és una manera en la que li agrada treballar, ja que no ha de fer front a les regles durant la composició. En referència a això, va dir una vegada:

| « | En el meu cas, els creadors em parlen i em demanen que faci una banda sonora un o dos anys abans que acabi l'animació. En aquest moment, penso en la trama dins del meu cervell, quan els noms dels personatges encara ni s'ha decidit. Fins i tot quan el títol encara no s'ha decidit. | » |

### Connexió amb Gabriela Robin
En moltes de les cançons de Kanno, una dona anomenada "Gabriela Robin" era acreditada com a lletrista i vocalista, però sempre que aquestes cançons es feien en directe, o bé Maaya Sakamoto o Origa feien la interpretació. En una entrevista escrita del 2009, Robin va proclamar que actuaria per primera vegada en directe al concert de Tanabata Sonic de 2009 de Kanno, però al final del concert, que va presentar Kanno la direcció de la Filharmònica de Varsòvia, Kanno es va dirigir al públic i va cantar "Moon". Una cançó prèviament atribuïda a Robin de la banda sonora Turn A Gundam, que revelava que "Gabriela Robin" era simplement un pseudònim de Kanno que escrivia cançons barrejant anglès i japonès lliurement. En una entrevista posterior, Kanno va dir que havia triat el nom perquè la primera gravació orquestral que havia escoltat era l'Orquestra Filharmònica d'Israel i, en aquell moment, Yitzhak Rabin era el primer ministre d'Israel.

## Discografia

### Solista
| Data             | Títol                          | Notes |
| ---------------- | ------------------------------ | --- |
| 1 de Gener, 1998 | Song to Fly                    | Totes les peces són compostes i dirigides per Yoko Kanno (la cançó 8 també és interpretada). (Cançons 1–7,9–11 interpretades per Cosmic Voices from Bulgaria, Warsaw Philharmonic Orchestra, Warsaw Chorus, Tulivu-Donna Cumberbatch, Franco Sansalone, Krzysztof Ciupinsky, Steve Conte, Jadwiga Rappé & Gabriela Robin.) |
| 22 de Maig, 2002 | 23-Ji no Ongaku                | Totes les peces són compostes i dirigides per Yoko Kanno ft. Maaya Sakamoto, publicades per JvC Victor. Traduït com a "11:00 pm Music". |
| 2 de Maig, 2008  | CM Yoko                        | Àlbum de compilació de música per a anuncis publicitaris realitzat per Yoko Kanno al llarg dels anys. Totes les cançons compostes per Yoko Kanno. |
| 22 d'Abril, 2009 | CM Yoko 2                      | Àlbum de compilació de música per a anuncis publicitaris realitzat per Yoko Kanno al llarg dels anys. Totes les cançons compostes i/o arranjades per Yoko Kanno |
| 27 de Maig, 2009 | Space Bio Charge               | Yoko Kanno & the Seatbelts's album |
| 8 de Juny, 2011  | Yoko Kanno produce Cyber Bicci | Credit: ILA. Àlbum de compilació de treballs anteriors amb Ilaria Graziano, juntament amb nous materials. |

### Anime
| Títol del Anime                                               | Any       | Aportació de Kanno                                                  |
| ------------------------------------------------------------- | --------- | ------------------------------------------------------------------- |
| Porco Rosso                                                   | 1992      | Arreglista per Ending theme:"Once in a While, Talk of the Old Days" |
| Please Save My Earth                                          | 1994      | Composició(altres cançons per Hajime Mizoguchi)                     |
| Macross Plus                                                  | 1994      | Composició                                                          |
| Memories: Magnetic Rose                                       | 1995      | Composició                                                          |
| The Vision of Escaflowne                                      | 1996      | Composició(altres cançons per Hajime Mizoguchi)                     |
| X Clamp Characters File Vol. 1–4                              | 1996      | Composició(1 cançó per cada àlbum)                                  |
| Clamp School Detectives                                       | 1997      | El segón ending theme                                               |
| Noiseman Sound Insect                                         | 1997      | Composició                                                          |
| Record of Lodoss War: Chronicles of the Heroic Knight         | 1998      | Composició del Opening Theme                                        |
| Macross Dynamite 7                                            | 1998      | Composició de "Angel Voice"                                         |
| Cowboy Bebop                                                  | 1998      | Composició                                                          |
| Cardcaptor Sakura                                             | 1998      | Composició del Opening 3 "Purachina"                                |
| Brain Powerd                                                  | 1998      | Composició                                                          |
| Turn A Gundam                                                 | 1999      | Composició                                                          |
| Jin-Roh                                                       | 1999      | Pianista                                                            |
| Escaflowne                                                    | 2000      | Composició(altres cançons per Hajime Mizoguchi)                     |
| Earth Maiden Arjuna                                           | 2001      | Composició                                                          |
| Cowboy Bebop: Knockin' on Heaven's Door                       | 2001      | ComposicióPianista per The Seatbelts                                |
| RahXephon                                                     | 2002      | Composició del Opening theme per TV & OVA                           |
| Ghost in the Shell: Stand Alone Complex                       | 2002      | Composició                                                          |
| Wolf's Rain                                                   | 2003      | Composició per TV & OVA                                             |
| Ghost in the Shell: Stand Alone Complex 2nd GIG               | 2004      | Composició                                                          |
| Genesis of Aquarion                                           | 2005      | Composició(altres cançons per/amb col·laboració de Hogari Hisaaki)  |
| Ōban Star-Racers                                              | 2006      | Composició per Opening i Ending theme songs                         |
| Ghost in the Shell: Stand Alone Complex - Solid State Society | 2006      | Composició                                                          |
| Darker than Black: Kuro no Keiyakusha                         | 2007      | Composició                                                          |
| Genius Party                                                  | 2007      | Composició de "Baby Blue"                                           |
| Genesis of Aquarion                                           | 2007      | Composició                                                          |
| Macross Frontier                                              | 2008–2011 | Composició                                                          |
| Ring of Gundam                                                | 2009      | Composició                                                          |
| Aquarion Evol                                                 | 2012      | Composició                                                          |
| Code Geass: Akito the Exiled                                  | 2012      | Composició de la Theme Song                                         |
| Kids on the Slope                                             | 2012      | Composició                                                          |
| Space☆Dandy                                                   | 2014      | Composició(ending theme i 4 cançons)                                |
| Terror in Resonance                                           | 2014      | Composició                                                          |

### Videojocs
| Títol del joc                           | Publicació | Sistema                 | Aportació de Kanno    |
| --------------------------------------- | ---------- | ----------------------- | --------------------- |
| Romance of the Three Kingdoms           | 1985       | PC-8801, Sharp X1, FM-7 | Composició            |
| Nobunaga's Ambition Zenkokuban          | 1986       | PC-8801, PC-9801, etc.  | Composició            |
| Genghis Khan                            | 1987       | PC-8801, PC-9801        | Composició            |
| Nobunaga's Ambition Sengoku Gunyūden    | 1988       | PC-8801, PC-9801        | Composició            |
| Ishin No Arashi                         | 1989       | PC-9801                 | Composició            |
| Uncharted Waters                        | 1990       | PC-8801, PC-9801        | Composició            |
| Nobunaga's Ambition Bushō Fuunroku      | 1990       | PC-9801                 | Composició            |
| Nobunaga's Ambition Haōden              | 1992       | PC-9801                 | Composició            |
| Uncharted Waters 2: New Horizons        | 1993       | PC-9801                 | Composició            |
| Nobunaga's Ambition Tenshōki            | 1994       | PC-9801                 | Composició            |
| Napple Tale: Arsia in Daydream          | 2000       | Dreamcast               | Composició            |
| Cowboy Bebop                            | 2001       | PlayStation             | Composició            |
| Cowboy Bebop: Tsuitou no Yakyoku        | 2005       | PlayStation 2           | Composició            |
| Ragnarok Online 2                       | 2007       | MS Windows              | Composició            |
| Continent of the Ninth                  | 2011       | MS Windows              | Composició Theme song |
| Ragnarok Online 2: Legend of the Second | 2012       | MS Windows              | Composició            |

### Pel·lícules
| Títol de la pel·lícula                       | Any  | Aportació de Kanno |
| -------------------------------------------- | ---- | ------------------ |
| Yamato Takeru                                | 1994 | Composició         |
| Asalto                                       | 1996 | Composició         |
| Boku wa benkyo ga dekinai (I Can't Study)    | 1996 | Composició         |
| Natsu jikan no otonatachi                    | 1997 | Composició         |
| Tokyo.sora                                   | 2002 | Composició         |
| Mizu no onna                                 | 2002 | Composició         |
| 03 +                                         | 2003 | Composició         |
| Shimotsuma monogatari (Kamikaze Girls)       | 2004 | Composició         |
| Ashurajo No Hitomi (Blood Gets in Your Eyes) | 2005 | Composició         |
| Su-ki-da                                     | 2005 | Composició         |
| Honey and Clover                             | 2006 | Composició         |
| Elegant World (The Show Must Go On)          | 2007 | Composició         |
| Say Hello!                                   | 2007 | Composició         |
| Surely Someday                               | 2010 | Composició         |
| Petal Dance                                  | 2013 | Composició         |
| Our Little Sister                            | 2015 | Composició         |

### TV
| TV Show                                            | Any  | Aportació de Kanno |
| -------------------------------------------------- | ---- | ------------------ |
| Yo ni mo Kimyou na Monogatari – Mama Shinhatsubai  | 2001 | Composició         |
| Mayonaka Betsu no Kao (The Other Side of Midnight) | 2002 | Composició         |
| X'smap~Tora to Raion to Gojin no Otoko~            | 2004 | Composició         |
| Chichi ni Kanaderu Merodi                          | 2006 | Composició         |
| Camouflage                                         | 2008 | Composició         |
| Kaze ni Mai Agaru Vinyl Sheet                      | 2009 | Composició         |
| Gochisōsan                                         | 2013 | Composició         |
| Onna jōshu Naotora                                 | 2017 | Composició         |

### Altres treballs
| Banda      | Àlbum                                 | Any  | Kanno's Role(s)                  |
| ---------- | ------------------------------------- | ---- | -------------------------------- |
| Tetsu 100% | Tokyo Taco Blues                      | 1986 | Composició (1 cançó)             |
| Tetsu 100% | Tetsu 100%                            | 1987 | Composició (4 cançons)           |
| Tetsu 100% | Ato3cm                                | 1987 | Composició (5 cançons)           |
| Tetsu 100% | Jack in the Box                       | 1988 | Composició (3 cançons)           |
| Tetsu 100% | Manatsu no Santa Claus                | 1988 | Composició (1 cançó)             |
| Tetsu 100% | Sunao                                 | 1989 | Composició acreditada a la banda |
| Samply Red | Perfect Rouge                         | 1996 | Composició acreditada a la banda |
| Samply Red | Ah-ra ii Kimochi                      | 1996 | Composició acreditada a la banda |
| Samply Red | (with Riyu Konaka) Kiseki to Taitsuku | 1996 | Composició acreditada a la banda |
| Samply Red | Happy Go Lucky OST                    | 1997 | Composició (8 cançons)           |
| Samply Red | Kemeko no Uta (Happy Go Lucky)        | 1997 | Arrenjament acreditat a la banda |
| Samply Red | It's for my Ego                       | 1997 | Composició acreditada a la banda |
| Samply Red | Perfect Rouge I, II, III              | 2002 | Composició acreditada a la banda |

### Música Popular
(Per ordre en l'any d'afiliació)
| Artista           | Àlbum                                         | Any  | Aportació de Kanno                                  |
| ----------------- | --------------------------------------------- | ---- | --------------------------------------------------- |
| Chiyono Yoshino   | Montage                                       | 1988 | Composició (2 cançons)                              |
| Chiyono Yoshino   | Song Bird                                     | 1989 | Composició (3 cançons)Arreglista per 2 cançons      |
| Chiyono Yoshino   | Melanger                                      | 1990 | Composició (1 cançó)Intèrpret (2 cançons)           |
| Keiko Nakajima    | Keiko Nakajima                                | 1990 | Composició                                          |
| Kyoko Endo        | Renai                                         | 1990 | Arreglista per 7 cançons                            |
| Kyoko Endo        | Kobitori ni Naritai                           | 1993 | Arreglista                                          |
| Kyoko Endo        | Fuyu no Miwa                                  | 1993 | Arreglista                                          |
| Kyoko Endo        | Hashire Hashire                               | 1999 | Arreglista per 2 cançons                            |
| Aki Okui          | Lost Melodies                                 | 1994 | Arreglista per 2 cançons                            |
| Aki Okui          | Straw Color                                   | 1997 | Arreglista per 1 cançó                              |
| Aki Okui          | Tsuki no Mayu                                 | 2000 | Composició                                          |
| Hitomi Mieno      | Hajimari no Boukenshya-tachi~Hikari no Chizu~ | 1995 | Composició (2 cançons)                              |
| Miki Imai         | Love of my Life                               | 1995 | Arreglista per 4 cançons                            |
| Miki Imai         | Thank You                                     | 1996 | Arreglista per 2 cançons                            |
| Miki Imai         | IMAI.MIKI from 1986                           | 1998 | Arreglista per 1 cançoó                             |
| Miki Imai         | Blooming Ivory                                | 2000 | Arreglista per 1 cançó                              |
| Yuri Shiratori    | Atarashii Kutsu                               | 1995 | Composició (2 cançons)Lletrista (1 cançó)           |
| Yuri Shiratori    | Caramel Pop                                   | 1995 | Composició i lletres (1 cançó)                      |
| Kyōko Koizumi     | Otokonoko, Onnanoko                           | 1996 | Composició (8 cançons)Arreglista (menys la cançó 9) |
| Kyōko Koizumi     | For my Life(Single)                           | 1999 | Composició (2 cançons)                              |
| Maaya Sakamoto    | Grapefruit                                    | 1997 | Composició                                          |
| Maaya Sakamoto    | DIVE                                          | 1998 | Composició                                          |
| Maaya Sakamoto    | Single Collection+ Hotchpotch                 | 1999 | Composició                                          |
| Maaya Sakamoto    | Lucy                                          | 2001 | Composició                                          |
| Maaya Sakamoto    | Easy Listening                                | 2001 | Composició                                          |
| Maaya Sakamoto    | Single Collection+ Nikopachi                  | 2003 | Composició                                          |
| Maaya Sakamoto    | Shōnen Alice                                  | 2003 | Composició                                          |
| Maaya Sakamoto    | Kazeyomi                                      | 2009 | Composició (2 cançons)                              |
| Maaya Sakamoto    | You Can't Catch Me                            | 2011 | Composició (1 cançó)                                |
| Akino Arai        | Sora No Mori                                  | 1997 | Composició (5 cançons)                              |
| Akino Arai        | Sora No Miwa                                  | 1997 | Composició (2 cançons)                              |
| Akino Arai        | Hiru No Tsuki                                 | 1998 | Arreglista per 2 cançons                            |
| Akino Arai        | RGB                                           | 2002 | Composició (1 cançó)                                |
| Yasui Inoue       | Kyuu Dan                                      | 1998 | Composició (1 cançó)                                |
| Crystal Kay       | Eternal Memories                              | 1999 | Composició (2 cançons)                              |
| Crystal Kay       | Komichi no Hana                               | 1999 | Composició (1 cançó)                                |
| Crystal Kay       | C.C.L Crystal Lover Light                     | 2000 | Composició (1 cançó)Arreglista per 1 cançó          |
| Kei Kobayashi     | Nagashime Play                                | 2003 | Composició                                          |
| SMAP              | Say What You Will                             | 2005 | Composició (2 cançons)                              |
| SMAP              | super.modern.artistic.performance             | 2008 | Composició (1 cançó)                                |
| Yukawa Shione     | Yuki No Waltz                                 | 2007 | Composició (1 cançó)                                |
| AKINO from bless4 | Lost in Time                                  | 2007 | Composició (1 cançó)                                |
| Hajime Chitose    | Cassini                                       | 2008 | Composició (1 cançó)                                |
| Origa             | The Songwreath                                | 2008 | Composició (1 cançó)                                |
| YOSHIKA           | The World                                     | 2008 | Composició (1 cançó)                                |
| May'n             | May'n☆Street                                  | 2009 | Composició (2 cançons)                              |
| Natsumi Kiyoura   | Juuku Iro                                     | 2010 | Composició (1 cançó)                                |
| Megumi Nakajima   | Be with You                                   | 2012 | Composició (1 cançó)                                |
| Clammbon          | yet                                           | 2015 | Arreglista de cordes per 1 cançó                    |